# Templo Masónico de Detroit
El Tempo Masónico de Detroit, ubicado en la ciudad de Detroit en el estado de Míchigan (Estados Unidos), es el  templo masónico más grande del mundo. Mide 64 metros de altura y empezó a ser construido en 1920. Fue diseñado por George D. Mason en el Distrito Histórico de Cass Park. Fue incluido en el Registro Nacional de Lugares Históricos enl 11 de noviembre de 1980.

## Historia
La Asociación del Templo Masónico se incorporó en Detroit en 1894. Se mudó a su primer templo, en Lafayette Boulevard en First Street, en 1896. Al superar estos barrios, la Asociación compró un terreno en Bagg Street (ahora Temple Avenue) para construir un nuevo templo que también incluiría un teatro público. La recaudación de fondos para la construcción del edificio recaudó 2,5 millones de dólares (equivalente a 31,91 millones en 2019), y la inauguración tuvo lugar el Día de Acción de Gracias de 1920. La piedra angular se colocó el 19 de septiembre de 1922, usando la misma paleta que George Washington había usado para colocar la piedra angular del Capitolio de los Estados Unidos en Washington D. C. El edificio se dedicó el Día de Acción de Gracias de 1926.
En abril de 2013, se informó que el edificio estaba en ejecución hipotecaria por más de 152.000 dólares en impuestos atrasados adeudados al condado de Wayne. La deuda se pagó en mayo de 2013, y en junio de 2013, se reveló que 142.000 de la factura fueron pagados por el cantautor Jack White, un nativo de Detroit conocido por su trabajo con The White Stripes. Quería ayudar al templo en un momento de necesidad como ellos habían ayudado a su madre en un momento de necesidad: el templo le dio un trabajo como acomodadora en el teatro cuando ella estaba luchando por encontrar trabajo. En respuesta, la Asociación del Templo Masónico de Detroit cambió el nombre de su catedral del Rito Escocés a Teatro Jack White.

## Arquitectura

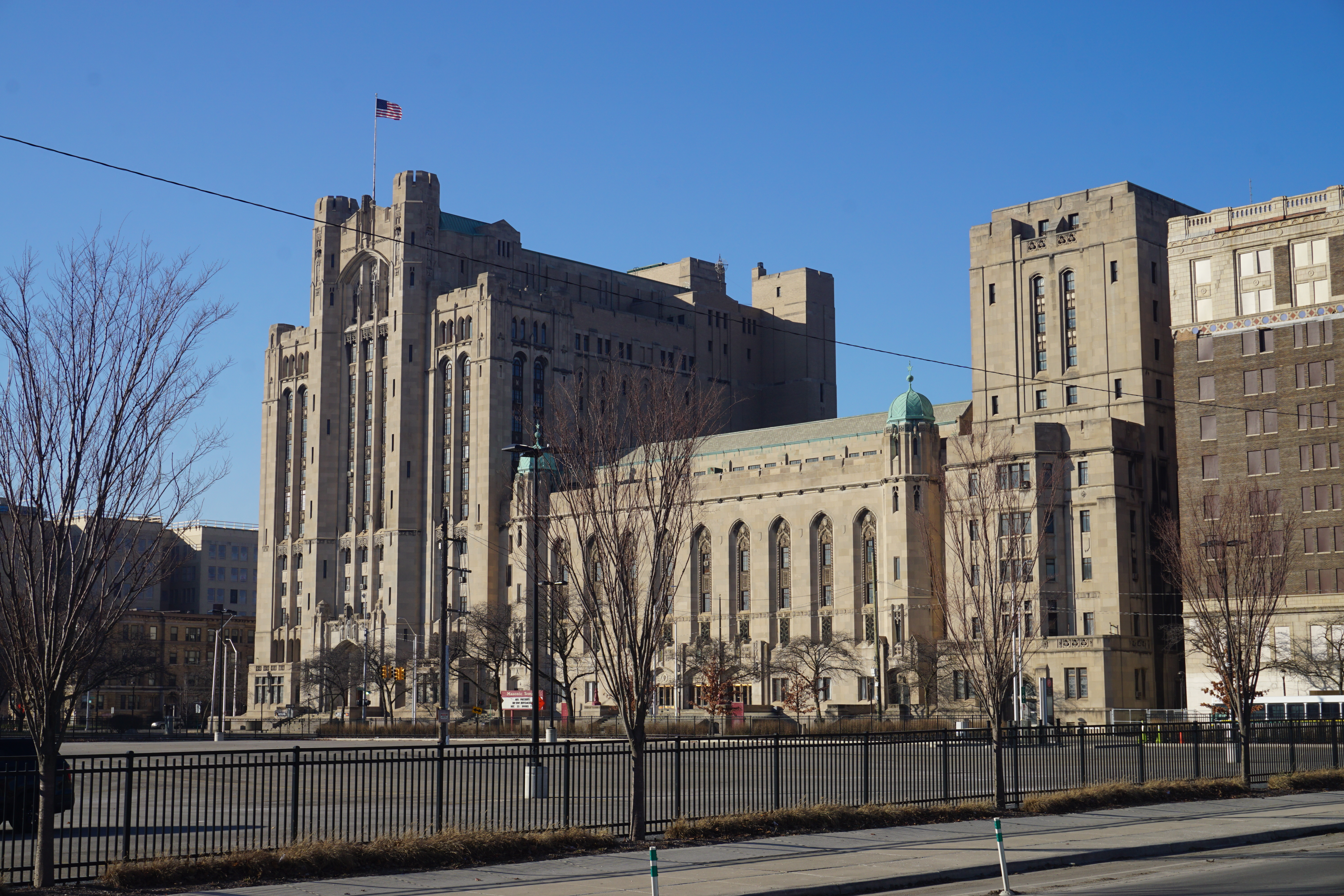
Templo Masónico de Detroit, Estado de Michigan, Estados Unidos

El Templo Masónico de Detroit ha sido el Templo Masónico más grande del mundo desde 1939, cuando se demolió el Templo Masónico de Chicago. El escenario del auditorio es el segundo más grande de los Estados Unidos, tiene un ancho entre paredes de 30 m y una profundidad desde la línea de la cortina de 17 m.
El gran complejo incluye un edificio ritual de 64 m de 16 pisos conectado a un ala de 10 pisos de la Antigua Orden Árabe de los Nobles del Santuario Místico, ahora conocida como Shriners International, junto al Auditorio de 7 pisos. En medio de estas áreas hay una Catedral de Rito Escocés de 1.586 asientos y una sala de armas de 1.630 m² utilizada para ferias comerciales y convenciones. También alberga el Detroit Roller Derby. El edificio alberga dos salones de baile: el Crystal Ballroom; y el Fountain Ballroom, el último de los cuales mide 1.603,9 m² y tiene capacidad para 1.000 personas.
Siete "Craft Lodge Rooms" tienen diferentes tratamientos decorativos, los motivos de la decoración se toman de los estilos egipcio, dórico, jónico, corintio, renacentista italiano, bizantino, gótico y románico. Todas las obras de arte en todo el edificio, especialmente los techos decorados, se realizaron bajo la dirección de artistas italianos.
El arquitecto George D. Mason diseñó el teatro, que contiene un escenario de 17 x 30 m. El Templo Masónico de Detroit fue diseñado en estilo arquitectónico neogótico y está revestido con piedra caliza de Indiana. Aunque pocos edificios masónicos son de estilo gótico, el arquitecto creía que el gótico ejemplificaba mejor las tradiciones masónicas.

## Galería

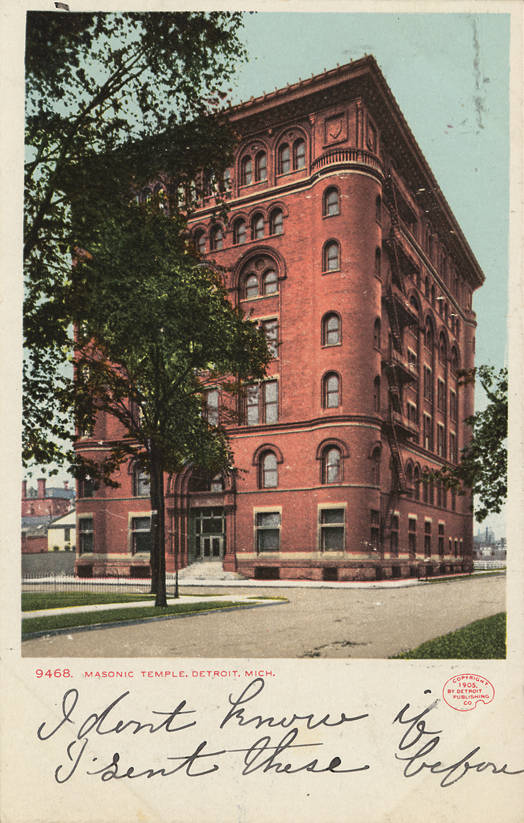
Antiguo Templo
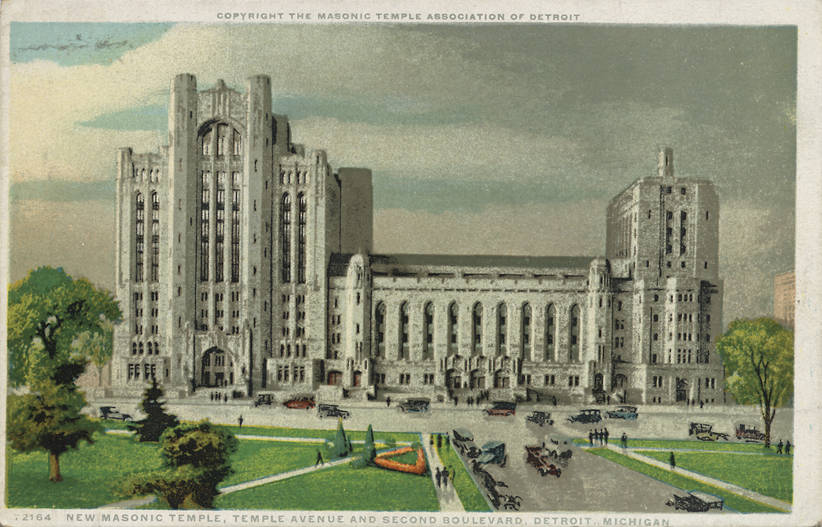
Postal de los años 1910
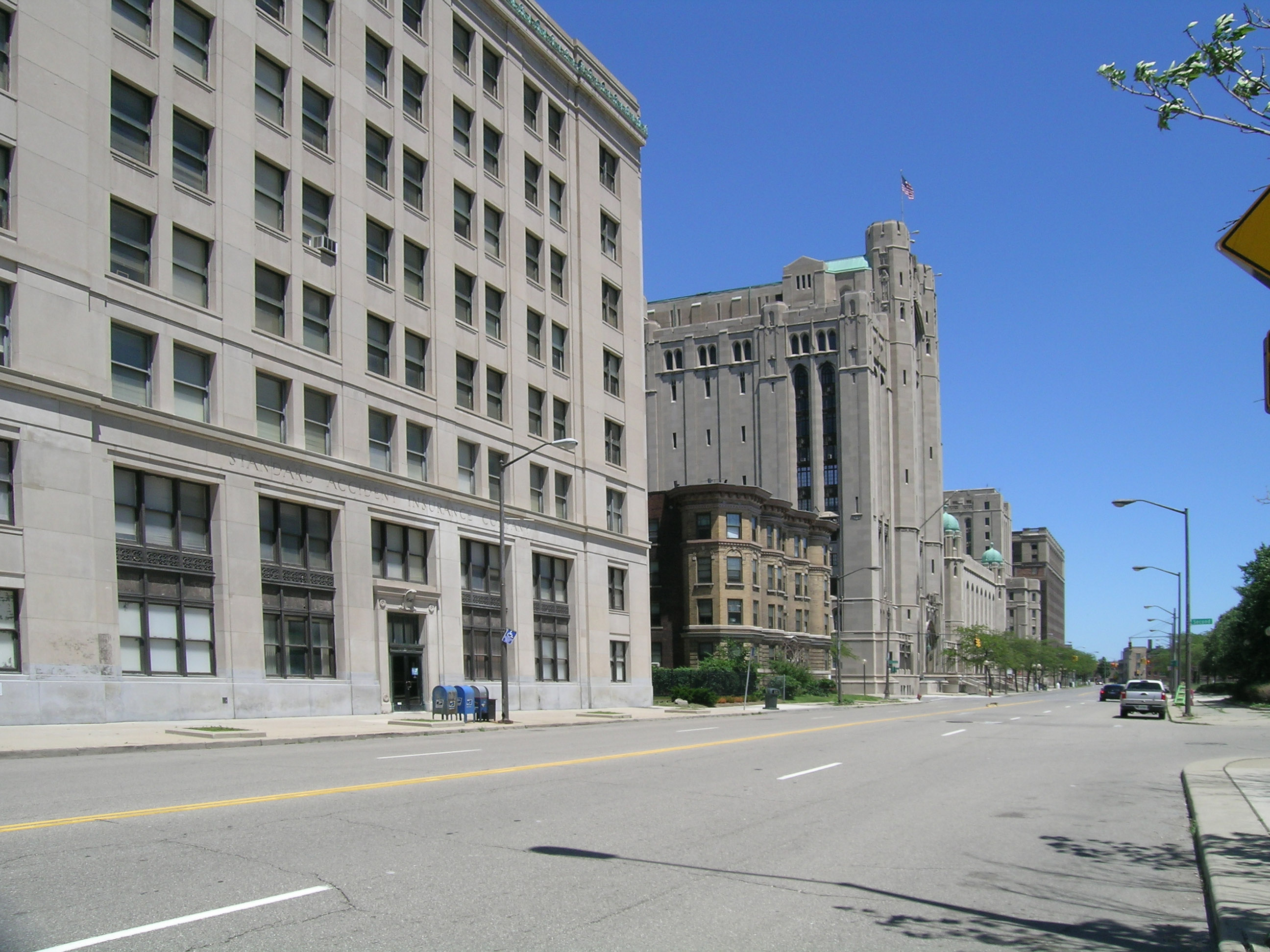
El Templo desde Cass Avenue
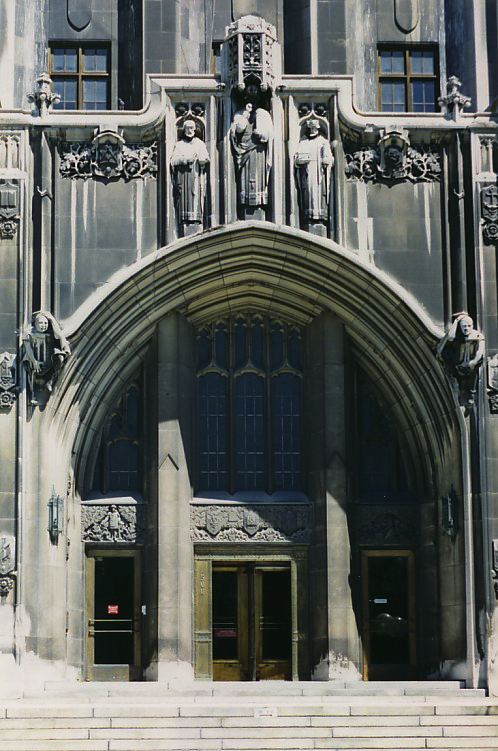
Entrada
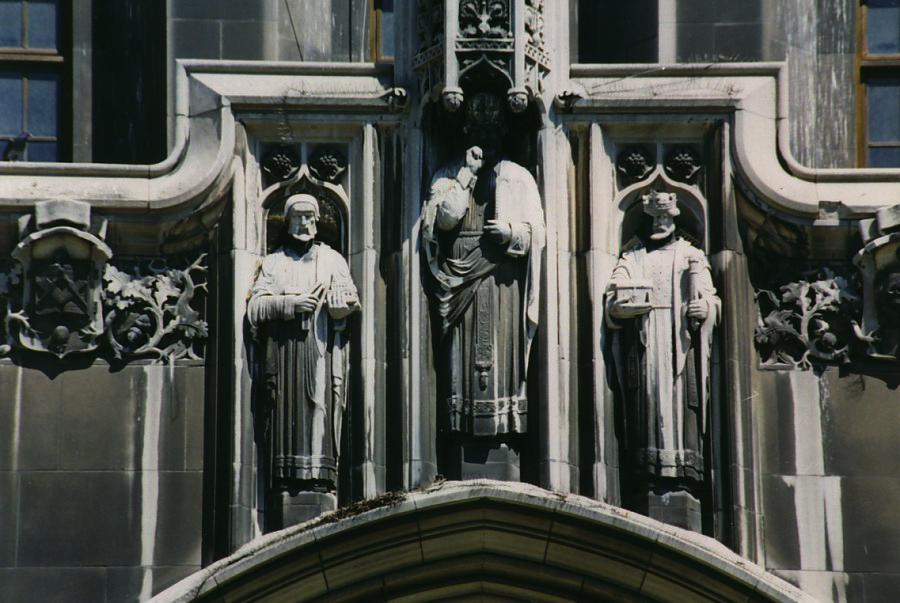
Esculturas arquiterctónicas en la fachada
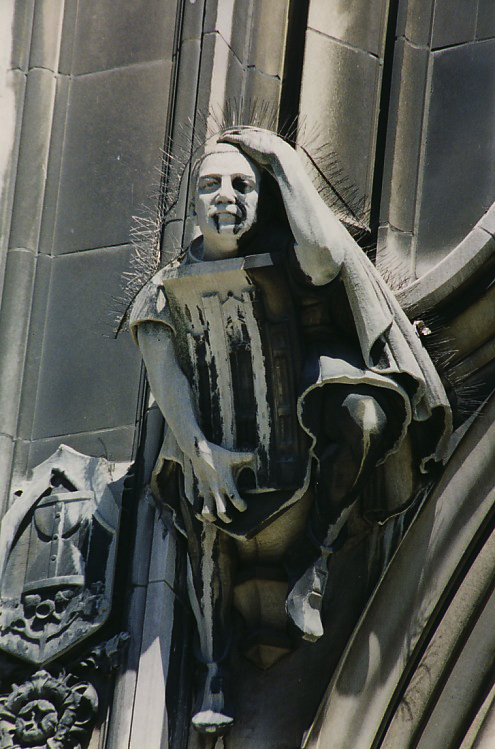
Escultura de Mason
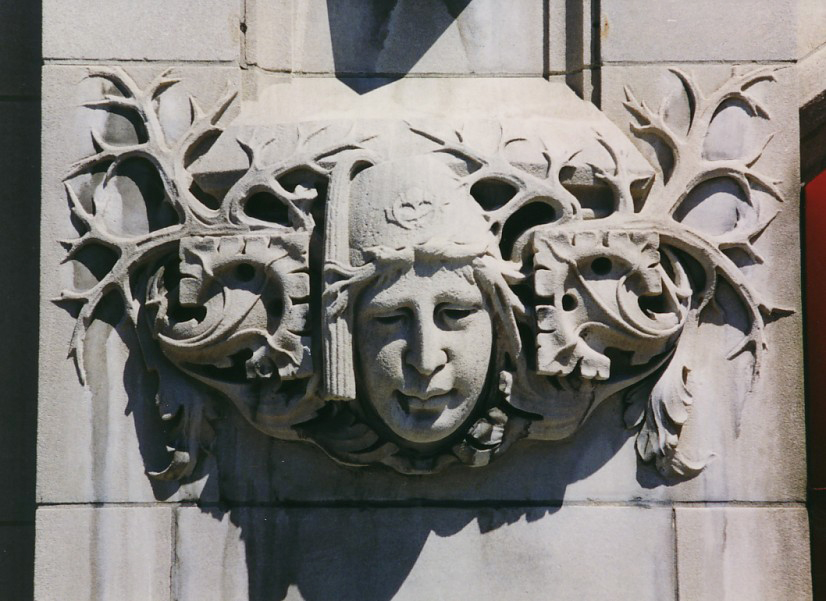
Relieves en la fachada